# 霜田静志
霜田 静志（しもだ せいし、1890年7月9日 - 1973年1月28日）は、日本の物理学者・教育者・教育学者。東京大学名誉教授、日本学士院会員の霜田光一は息子。

## 略歴
埼玉県出身。本名・利平。1912年東京美術学校卒。小・中学校教師を経て、1920年東京帝国大学で美学・心理学の研究をする。1928年英国へ留学、教育家A・S・ニイルに師事。帰国後、主婦之友社で児童相談を担当。のち、井荻児童研究所を設立し所長となる。多摩美術大学教授、長野女子短期大学教授も務めた。1968年『ニイル著作集』で第5回日本翻訳文化賞受賞。堀真一郎、國分康孝が門下にいる。

## 著書
- 『新図画教育の建設』東京教育社 1922
- 『新教育に立脚せる図画手工指導の実際』聚芳閣 1926
- 『芸術を基調とせる低学年の教育記録』平凡社 1927
- 『美術講話資料 [第1-2]』 学校美術協会出版部 1931
- 『美術講話資料 東洋篇』学校美術協会出版部 1931
- 『美術講話資料 西洋篇』学校美術協会出版部,1931
- 『写真の構図』アルス 1932
- 『子供と絵・手工』子供の教養社　1933
- 『子供への理解』刀江書院 1934
- 『問題児と創作教育』日本感化教育会 1934
- 『幼児への理解』刀江書院 1935
- 『低学年児童の教育』刀江書院 1935
- 『母の書』刀江書店 1936
- 『写真構図の実際』アルス 1938
- 『相談に現はれた子供の問題』刀江書院 1939
- 『叱らずに子供を良くする導き方』主婦之友社 1940
- 『続・母の書』刀江書院 1941
- 『母と子の心理』刀江書院 1941
- 『名作に現れた母』鶴書房 1941
- 『皇国日本の生活と教育』刀江書院 1942
- 『幼兒のためのお話』眞光社 1947
- 『子供に自由を』主婦之友社 1947
- 『幼児の心理と教育』 (幼児教育） 真光社 1948
- 『幼児の遊びと保育』 (幼児教育）真光社 1948
- 『愛の心理』吉成書房 1948
- 『幼兒の生活と藝術』 (幼兒敎育）眞光社 1948
- 『母の教育相談』主婦之友社 1949
- 『相談に現れた子供の問題』組合書店 1949
- 『A.S.ニイル 人及び業績』大日本雄弁会講談社 1951
- 『児童の精神分析』 (現代精神分析学）誠文堂新光社 1951
- 『ニイルの学校』 (教育文庫) 金子書房 1952
- 『叱らぬ教育の実践 子供への愛と理解』黎明書房 1954
- 『西洋の名画』造形芸術研究会 1954
- 『美術の理解』造形芸術研究会 1955
- 『精神分析からみた児童の心理』誠文堂新光社 1956
- 『叱らぬ生活と教育』黎明書房 1956
- 『性格形成と性格分析 人間錬成のための精神分析』誠信書房 1957
- 『道徳意識の発達と教育』誠信書房 1958
- 『絵にみる子どもの心理』東都書房 1959
- 『ニイルの思想と教育』金子書房 1959
- 『児童画の心理と教育』金子書房 1960
- 『優秀児の育て方』黎明書房 1961
- 『人間愛の心理分析』黎明書房 1962
- 『ニイル伝 自由のともしび』誠信書房 1962
- 『子どもの自由としつけ』 (母と教師を結ぶ文庫) 明治図書出版 1963
- 『乳幼児の心理と教育』黎明書房 1964
- 『東洋の名画』造形社 1965
- 『児童の精神分析入門』 (書き下しシリーズ) 誠信書房 1967
- 『芸術及び芸術家の心理』造形社 1967
- 『芸術と生活と教育と (霜田静志選集)』造形社 1968
- 『児童の精神分析』黎明書房 1969
- 『芸術による幼児の教育』造形社 1972

### 共編著
- 『手工指導書 尋常 1至6学年』松岡正雄共著 厚生閣書店 1930-31
- 『幼児教育全集』第1-8巻 編. 刀江書院 1937-38
- 『子供の智能と学業』大石孝一共著 刀江書院 1943
- 『問題児の心理と事例研究』編著. 黎明書房 1956
- 『問題児の発見と治療』編著. 黎明書房 1960
- 『集団分析 人間育成のための集団療法』北見芳雄, 篠崎忠男共著 誠信書房 1963
- 『自己分析を語る』国分康孝共編著 誠信書房 (書き下しシリーズ)  1971

### 翻訳
- ヘンリー・ターナー・ベーレー『普通教育に於ける芸術教育』大日本図書 1917
- ニイル『問題の子供』刀江書院 1930
- ニイル『問題の教師』刀江書院 1933
- エー・エス・ニイル『問題の親』刀江書院 1933
- ジアン・ピアジェ『子供の道徳観』竹田浩一郎共訳編. 東宛書房 1936
- エー・エス・ニイル『問題の学校』刀江書院 1938
- 『ニイル叢書』大日本雄弁会講談社

[第1] (問題の子供) 1949
[第2] (問題の親) 1949
[第3] (問題の教師) 1950
[第4] (問題の家庭) 1950
[第5] (恐るべき学校) 1950
[第6] 人間教育 知識よりも感情 1950
[第7] (自由の子供) 1954
- カレン・ホルネイ『自己分析 精神分析は自分でできる』国分康孝共訳 誠信書房 1961
- A.S.ニイル『人間育成の基礎』誠信書房 1962
- ハインツ・ハルトマン『自我の適応 自我心理学と適応の問題』篠崎忠男共訳. 誠信書房 1967
- 『ニイル著作集』黎明書房

第1 (問題の子供)  1967
第2 (問題の親)  1967
第4 (問題の教師) 1968
第5 (知識よりも感情) 1968
第6 (問題の家庭) 1968
第7 (自由の子ども) 1969
第8 (自由は放縦ではない) 1968
第9 ニイルの教育 サマーヒルを語る 1969
- 『ニイルのおバカさん A.S.ニイル自伝』堀真一郎共訳 黎明書房 1974